# Palantine
Palantine je francouzská obec v departementu Doubs v regionu Burgundsko-Franche-Comté. Žije zde 59 obyvatel.

## Geografie

### Sousední obce
| Růžice kompasu | Cessey         | Charnay          |            | Růžice kompasu |
| Růžice kompasu | Lavans-Quingey | Sever            | Courcelles | Růžice kompasu |
| Růžice kompasu | Lavans-Quingey | Palantine        | Courcelles | Růžice kompasu |
| Růžice kompasu | Lavans-Quingey | Jih              | Courcelles | Růžice kompasu |
| Růžice kompasu |                | Goux-sous-Landet | Rouhe      | Růžice kompasu |